# Max-Schubert-Warte

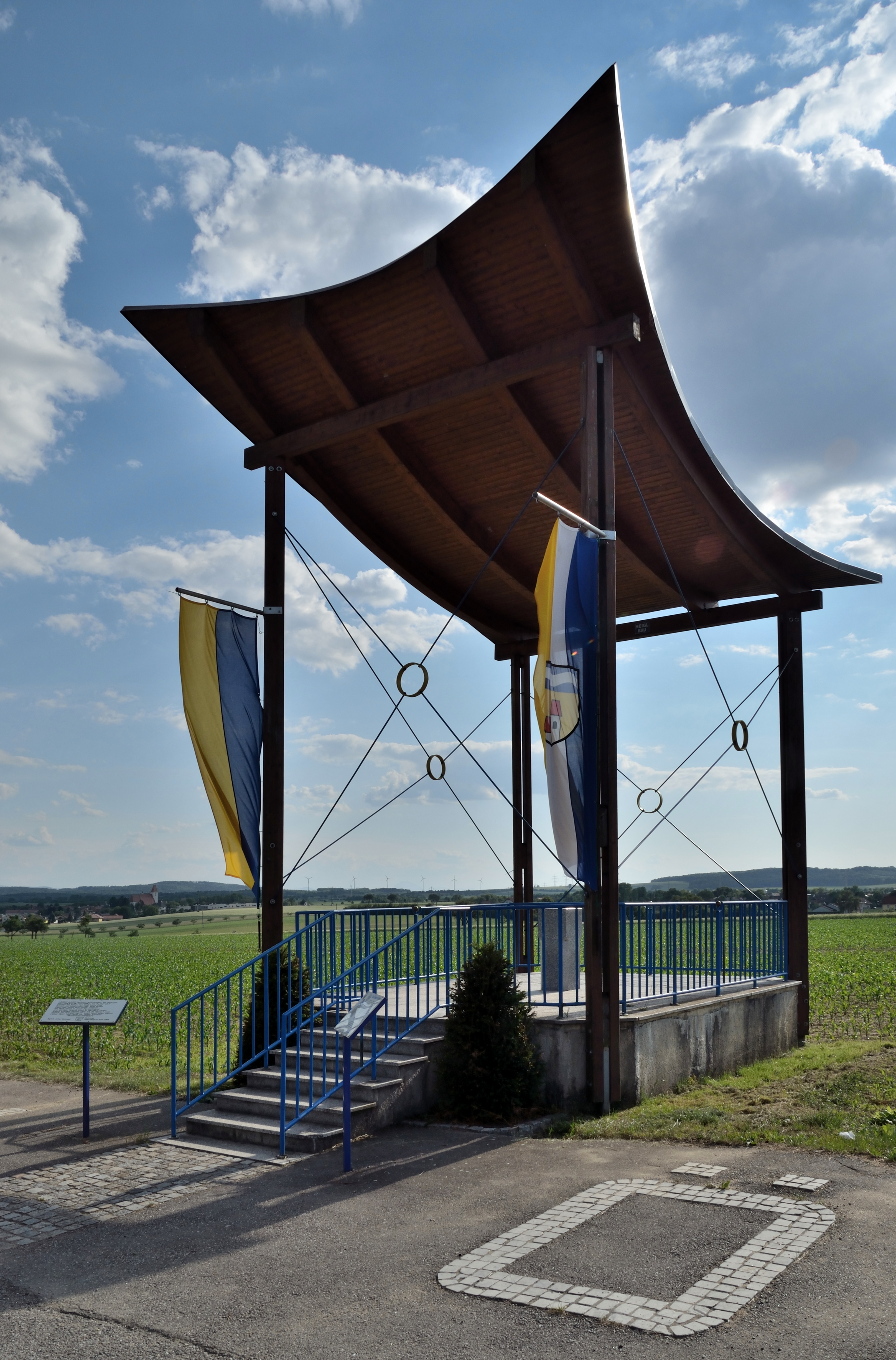
Max-Schubert-Warte

Die Max-Schubert-Warte ist eine Aussichtswarte in Killing, ein Ortsteil der Marktgemeinde Kapelln im Bezirk St. Pölten-Land in Niederösterreich.
Die Max-Schubert-Warte befindet sich am geographischen Mittelpunkt Niederösterreichs in einer Seehöhe von 227 m ü. A. Sie wurde im Jahr 1993 errichtet und nach dem Geometer Maximilian Schubert (1896–1966) benannt. Die Warte liegt unmittelbar am Jakobsweg Purkersdorf–Göttweig. Initiiert wurde die Errichtung von Hanns Schubert, dem Sohn Max Schuberts. Die Eröffnung erfolgte unter Beisein von Otto Habsburg. Fertiggestellt wurde die Warte allerdings erst drei Jahre später von der Gemeinde Kapelln.
Bei der Max-Schubert-Warte gibt es auch drei Sitzbänke, die den Text und die Melodie der ersten Strophe der Niederösterreichischen Landeshymne zeigen.